# Pierre de Moucheron

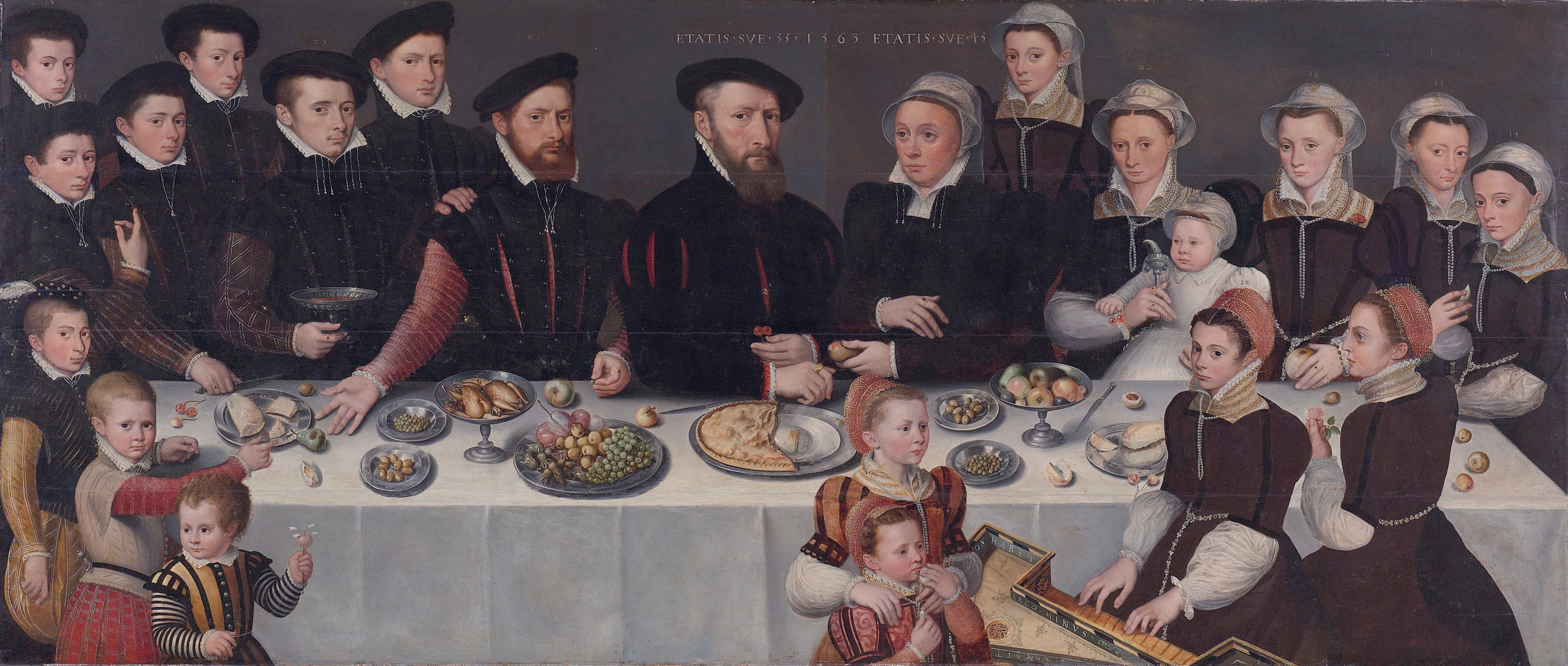
Pierre de Moucheron met gezin (1563).

Pierre de Moucheron (Roussy-le-Farcq bij Verneuil-sur-Avre, 1508 - Antwerpen, 1567) was een koopman en stamvader van de Nederlandse tak van het geslacht Moucheron.
Pierre was de zoon van Jean de Moucheron en Marguerite de Cononos. Zijn vader was vrijheer van Boulay, Moucheron, Corbu en Limiere, gelegen in het Normandië. Omdat Pierre niet de eerste in lijn was in de erfopvolging moest hij zijn eigen brood verdienen, en hij verliet in 1530 het voorvaderlijk slot. Mogelijk heeft hieraan bijgedragen dat hij een fanatiek calvinist was, waarmee hij in zijn familie vrijwel alleen stond. Hij vestigde zich in Middelburg, destijds een stapelplaats voor Franse wijn. Middelburg stond via de Arne in open verbinding met het 'Diep voor Arnemuiden' dat als ankerplaats voor Antwerpen dienst deed. Vele patricische families bloeiden daar dankzij handel of rederij, en de jeugdige Pierre, ondernemend van aard, voelde zich spoedig thuis op Walcheren. Bij de gerespecteerde groothandelaar Antoine de Gerbier, een landgenoot, kwam hij in de leer. Hij huwde in 1535 met diens dochter Isabella, en werd een jaar later ingeschreven als poorter van Middelburg. Tien jaar later behoorde hij tot de rijkste burgers van de stad. Maar de goede dagen van Middelburg waren voorbij. Stedelijk wanbestuur, overstromingen, de verzanding van de Arne, de herhaalde oorlogen tussen Spanje en Frankrijk en de snelle opkomst van Antwerpen waren oorzaken voor de malaise in Zeeland. Hij volgde het voorbeeld van anderen, en verhuisde in 1545 naar Antwerpen. Ook daar had hij geluk. Hij bouwde er een aanzienlijk huis in de toen nieuwe Ammanstraat, waar in de voorgevel het familiewapen prijkte. De tijden van het verval en geloofsvervolging heeft hij niet meer meegemaakt. In 1567 overleed hij. Ook zijn vrouw stierf kort daarna. Hij liet 18 kinderen na. De handelaren Balthazar en Melchior de Moucheron waren twee zonen van hem. De kunstschilders Frederik de Moucheron en Isaac de Moucheron stamden ook van hem af.
- Biografisch Portaal: 19581722
- Digitale Bibliotheek voor de Nederlandse Letteren: mouc008